# Spreewaldkrimi: Die siebte Person
Die siebte Person ist die fünfzehnte Folge der Kriminalfilmreihe Spreewaldkrimi und wurde am 7. September 2022 auf dem 18. Festival des deutschen Films uraufgeführt. Am 30. Januar 2023 erfolgte die Erstausstrahlung im ZDF.

## Handlung
Martin Fichte und seine Kollegin Luise Bohn ermitteln nach einem Brandschlag auf ein Ferienhaus. Währenddessen erscheint Anna Subata, eine Legendengestalt des Spreewaldes, bei Thorsten Krüger und warnt, Gernot Voss werde sterben. Kurz darauf wird der Lokalpolitiker tatsächlich erdrosselt und mit einem abgeschnittenen Finger in seinem Büro aufgefunden. Bei ihren Ermittlungen stoßen sie auf Maja Wichmann, eine Patientin einer psychiatrischen Klinik, die an einer dissoziativen Identitätsstörung leidet. Bei der Befragung ihrer Psychologin Jenny Trumaschek erfahren sie, dass Maja in sechs verschiedene Personen aufgespalten und unberechenbar sei. Die Psychologin befürchtet, dass ihre Patientin wenige Wochen zuvor durch ein ihr unbekanntes Erlebnis getriggert worden sei und sich dadurch möglicherweise eine siebte Identität abspaltet. Bei den weiteren Ermittlungen verdichten sich die Hinweise, dass Maja zumindest mit der Brandstiftung zu tun hat. Bohn geht widerwillig einem Hinweis auf wildes Camping im Schutzgebiet nach, weil Brandanschlag und Mord ihrer Meinung nach vorrangig sind und sich andere Kolleginnen um diese Ordnungswidrigkeit kümmern sollen. Sie findet das besagte Zelt, doch der Camper flüchtet sofort. Sie verfolgt ihn und findet nur sein Mobiltelefon. Auf dem sind überraschend Fotos vom Feuer und dem Ermordeten. Die Fingerabdrücke auf dem Gerät führen zum vorbestraften Gewalttäter Michael Zander aus Aachen, der in Lübben geboren wurde. Zeitgleich versucht Krüger mit Hilfe der Psychologin, zu Majas Identitäten Vertrauen aufzubauen, um den Fall zu lösen. Plötzlich erscheint sie auf der Polizeiwache und gibt die Taten zu.

## Entstehung und Veröffentlichung
Die Dreharbeiten für Die siebte Person fanden unter den vorgegebenen Corona-Arbeitsschutzauflagen vom 1. März 2022 bis zum 31. März 2022 in Brandenburg, im Spreewald und Umgebung statt. Regie führte Lars-Gunnar Lotz. Die von Birge Schade dargestellte Psychologin Jenny Trumaschek hat ihren zweiten Auftritt nach Die Tote im Weiher.
Die Erstausstrahlung am 30. Januar 2023 verfolgten in Deutschland insgesamt 5,30 Millionen Zuschauer, was einem Marktanteil von 18,5 Prozent für das Zweite Deutschen Fernsehen entsprach. In der als Hauptzielgruppe für Fernsehwerbung deklarierten Altersgruppe von 14–49 Jahren erreichte Die siebte Person 0,43 Millionen Zuschauer und damit einen Marktanteil von 6,5 Prozent in dieser Altersgruppe.